# نعيمة الملكاوي
نعيمة الملكاوي نعيمة الملكاوي فنانة تشكيلية مغربية تقيم بفرنسا. انطلقت في بداية تجربتها من المدرسة الواقعية. مرورا بالطبيعة الميتة ثم التجريدية والتعبيرية فالسريالية. لتلج إلى مجال التجريب في اطار بحثها الدائم عن افق ابداعي متجدد باستمرار. وكان من تمراته فتح حوار بين النص الشعري والعمل الفني. 

## مسارها
اشتغلت الفنانة نعيمة الملكاوي كمقدمة برامج فنية بالقناة الأولى المغربية في كل من برنامج صباح سعيد ونادي المرح. كما درست الفنون التشكيلية مدة ست سنوات بمدينة الرباط. كما اشتغلت بمجال الهندسة المعمارية لمدة تسع سنوات بفرنسا. 
شاركت نعيمة الملكاوي في العديد من المهرجانات والبرامج التلفزيونية على القنوات المغربية. كبرنامج بوديوم 2000. 
حصلت على العديد من الجوائز آخرها جائزة سيميز بفرنسا عام 2014 حيث كانت الفنانة المغربية والعربية الوحيدة بين باقي الجنسيات.
- عضو في عدة جمعيات للفنون التشكيلية بالمغرب وفرنسا.

تسخر نعيمة الملكاوي فنها للقضايا الانسانية ومنها قضية المرأة حيث عرضت عمادة مدينة ميو الفرنسية لوحاتها على اللوحات الاشهارية بالمدينة للتحسيس بالعنف الممارس على النساء. كما تشتغل كذلك بجمعيات نسائية بفرنسا وتقدم ورشات جماعية من خلال العلاج بالفن أو ART therapie .

## المعارض
من بين المعارض الفردية التي نظمتها الفنانة:
- قاعة المعارض أحمد الشرقاوي بالرباط 1993.
- معرض بالقنيطرة 1993
- معرض بقاعة النادرة بالرباط سنة 1995
- معرض بقاعة كلاكسي بالرباط عام 1997 .
- معرض بفضاء وكالة المغرب العربي للانباء بالرباط 2005.
- معرض في معهد غوته بالرباط 2005.
- معرض مارسيليا الدولي بفرنسا عام 2005.
- معرض بقاعة ليموندايي بمدينة فيزو لارومان بفرنسا 2007
- معرض بقاعة بيزان بمدينة سيفراك لوشاتو بفرنسا 2008 - 2009 - 2010 - 2011
- معرض بقاعة جورج كوستانتيني بمدينة ميو بفرنسا – 2011-2010
- معرض بقاعة كوستاف كوربي ببلاباس لوفلو بفرنسا عام 2013
- معرض بقاعة ألبرتين سرازان عام 2014
- معرض بقاعة الاوركيدي بسيفراك لوشاتو 2015
- معرض بقاعة كوستانتيني بميو 2016
- قاعة لاكابيل سنة 2017
- قاعة النجوم بسيفراك فرنسا 2018

و من بين معارضها الجماعية:
- معرض الغرفة الباب الكبير بالرباط 1994.

- قاعة المعارض محمد الفاسي بالرباط 1994.

- قاعة المعارض محمد الفاسي بالرباط 1995.

- معرض في تيفلت 1996.

- معرض في بيت الثقافة 1996.

- معرض في الخميسات 1997.

- معرض في مكناس 1998.

- معرض في فندق زالاغ بفاس عام 1999.

- معرض في تازة عام 2000.

- معرض في فندق حياة ريجنسي بالرباط عام 2000.

- معرض في طنجة عام 2001 في معرض أرنوت ولوريس.

- معرض في مسرح محمد الخامس عام 2002.

- معرض في النادرة بالرباط 2003.

- معرض في مهرجان الرباط 2004.

- معرض في معهد جوته بالرباط 2004. ومعرض في الخميسات 2005.

- معرض في معهد جوته بالرباط 2006.

- معرض في معرض مارسيليا الدولي بفرنسا عام 2006.

- معرض في Palavas les Flots في فرنسا في عام 2010.

- معرض في لو فيو مولان في فرنسا عام 2011.

- معرض في روداز بفرنسا عام 2013 و 2012

## الجوائز
حصلت على العديد من الجوائز آخرها جائزة سيميز بفرنسا عام 2014 حيث كانت الفنانة المغربية والعربية الوحيدة بين باقي الجنسيات.
كما توجت بدرع التكريم في لوبيرا بمونبوليي الفرنسية 2014.